# Ernst Werner (Physiker)
Ernst Werner (* 28. April 1930 in Biberach an der Riß; † 2. Mai 2021) war ein deutscher theoretischer Physiker.

## Leben und Werk
Ernst Werner studierte Physik an der Ludwig-Maximilians-Universität München, an der er 1957 bei Fritz Bopp in theoretischer Physik promoviert wurde (Dissertation Spinwellentheorie des Ferromagnetismus). Er war wissenschaftlicher Assistent an der Universität des Saarlandes, an der er sich 1963 habilitierte. Danach war er an der Ruprecht-Karls-Universität Heidelberg, wo er sich umhabilitierte und wissenschaftlicher Rat wurde. 1966 wurde er ordentlicher Professor für theoretische Physik an der Technischen Universität Hannover. Hier befasste er sich mit Vielteilchen-Methoden in der Kernphysik, insbesondere einer Verallgemeinerung der Landauschen Theorie der Fermi-Flüssigkeiten und ihrer Anwendung auf die Isotope von Blei. 1981 wurde er Professor (Lehrstuhl für Theoretische Physik IV) an der Universität Regensburg, wo er sich grundlegenden Fragen der starken Wechselwirkung zuwandte. Zunächst lag sein Fokus auf der Physik des Pions und der chiralen Symmetriebrechung. Seit den 1990er Jahren untersuchte er einen alternativen Zugang zum Verständnis von Quantenfeldtheorien im Rahmen ihrer Lichtkegel-Quantisierung (engl. Light front quantization). Von 1985 bis 1987 war er Dekan der Naturwissenschaftlichen Fakultät II, und 1998 wurde er emeritiert. Bis ins hohe Alter von 90 Jahren veröffentlichte er Arbeiten zu ausgewählten Problemen der Quantenfeldtheorie.
Werners Forschungswerk hatte seinen Schwerpunkt in der theoretischen Kern- und Teilchenphysik, streifte aber auch andere Bereiche der theoretischen Physik. So war die oben genannte Dissertation in Festkörperphysik; eine Reihe von Arbeiten (mit Herbert Walther) befasste sich mit Fragestellungen der Quantenoptik.

## Schriften
- Einführung in die Kernphysik, Akademische Verlagsgesellschaft, Frankfurt 1972. ISBN 978-3-40-000156-3.
- mit J. Speth und W. Wild: Theory of finite Fermi systems and application to the lead region, Physics Reports, 33 (3), 127–208 (1977).